# Marcella Filippi
Marcella Filippi (født 27. september 1985 i Bergamo) er en italiensk basketballspiller som deltog i de olympiske lege 2020.